# Zapasy na Igrzyskach Boliwaryjskich 1961
Turniej w ramach Igrzysk w Barranquilli w 1961 roku. Rozgrywano zawody tylko w stylu wolnym.

## Tabela medalowa
Gospodarz zawodów został zaznaczony kolorem.
| Poz.  | Państwo   |   |   |   | Łącznie |
| ----- | --------- | - | - | - | ------- |
| 1.    | Wenezuela | 5 | 1 | 1 | 7       |
| 2.    | Panama    | 2 | 4 | 0 | 6       |
| 3.    | Peru      | 0 | 1 | 0 | 1       |
|       | Ekwador   | 0 | 1 | 0 | 1       |
| 5.    | Kolumbia  | 0 | 0 | 3 | 3       |
| Razem | Razem     | 7 | 7 | 4 | 18      |

## Wyniki

### W stylu wolnym
| Waga   | złoty            | srebrny           | brązowy          |
| ------ | ---------------- | ----------------- | ---------------- |
| 52 kg  | Francisco Ayala  | Roberto Jalir     | ----             |
| 57 kg  | Eduardo Campbell | José Bertiz       | Bartolo Alvarez  |
| 62 kg  | Miguel Rodríguez | Edgar Ramírez     | José Palomino    |
| 67 kg  | Miguel Silvera   | Tereso Aguilar    | Alejandro Ospino |
| 73 kg  | Hernán Rodríguez | Severino Aguilar  | Raúl Castañeda   |
| 79 kg  | Pedro Pacheco    | Rubén Gatti       | ----             |
| +79 kg | César Ferreras   | Fernando Gonzáles | ----             |